# Stephan Van der Heyden
Pour les articles homonymes, voir Heyden.
Stephan Van der Heyden, né le 3 juillet 1969 à Saint-Gilles-Waes en Belgique, est un footballeur international et entraîneur belge. Il est actuellement l'assistant de Philippe Clement aux  Glasgow Rangers.

## Parcours
Il a fait carrière au poste de milieu de terrain au KSK Beveren, FC Bruges, Roda JC, Lille OSC et KFC Germinal Beerschot. International belge, Van der Heyden a joué lors de la Coupe du monde en 1994.

## Palmarès
- Vainqueur du Championnat de Belgique en 1992 et 1996 avec le FC Bruges
- Vainqueur de la coupe des Pays-Bas en 1997 avec le Roda JC
- Vainqueur de la coupe de Belgique en 1995 et 1996 avec le FC Bruges
- Vainqueur du Championnat de Belgique D2 en 1991 avec le KSK Beveren
- Finaliste de la coupe de Belgique en 1994 avec le FC Bruges

## Carrière
| Saison      | Club                   | Pays     | Championnat    | Championnat | Championnat | Championnat  | Championnat  | Europe | Europe | Europe |
| Saison      | Club                   | Pays     | Division       | Matchs      | Buts        | Cartons      | Cartons      | Coupe  | Matchs | Buts   |
| ----------- | ---------------------- | -------- | -------------- | ----------- | ----------- | ------------ | ------------ | ------ | ------ | ------ |
| Saison      | Club                   | Pays     | Division       | Matchs      | Buts        | Carton jaune | Carton rouge | Coupe  | Matchs | Buts   |
| 1990 - 1991 | KSK Beveren            | Belgique | Championnat D2 | 28          | 8           | ?            | ?            | /      | -      | -      |
| 1991 - 1992 | FC Bruges              | Belgique | Championnat    | 23          | 1           | ?            | ?            | ?      | ?      | ?      |
| 1992 - 1993 | FC Bruges              | Belgique | Championnat    | 31          | 4           | ?            | ?            | ?      | ?      | ?      |
| 1993 - 1994 | FC Bruges              | Belgique | Championnat    | 33          | 5           | ?            | ?            | /      | -      | -      |
| 1994 - 1995 | FC Bruges              | Belgique | Championnat    | 26          | 2           | ?            | ?            | ?      | ?      | ?      |
| 1995 - 1996 | FC Bruges              | Belgique | Championnat    | 17          | 3           | ?            | ?            | ?      | ?      | ?      |
| 1996 - 1997 | Roda JC                | Pays-Bas | Eredivisie     | 26          | 2           | ?            | ?            | /      | -      | -      |
| 1997 - 1998 | Roda JC                | Pays-Bas | Eredivisie     | 1           | 0           | ?            | ?            | /      | -      | -      |
| 1997 - 1998 | Lille OSC              | France   | Division 2     | 16          | 1           | ?            | ?            | /      | -      | -      |
| 1998 - 1999 | Roda JC                | Pays-Bas | Eredivisie     | 25          | 1           | ?            | ?            | /      | -      | -      |
| 1999 - 2000 | KFC Germinal Beerschot | Belgique | Championnat    | 23          | 2           | 0            | 0            | /      | -      | -      |
| 2000 - 2001 | KFC Germinal Beerschot | Belgique | Championnat    | 14          | 0           | ?            | ?            | /      | -      | -      |